# Октопус (карта)

Внешний вид карты Октопус

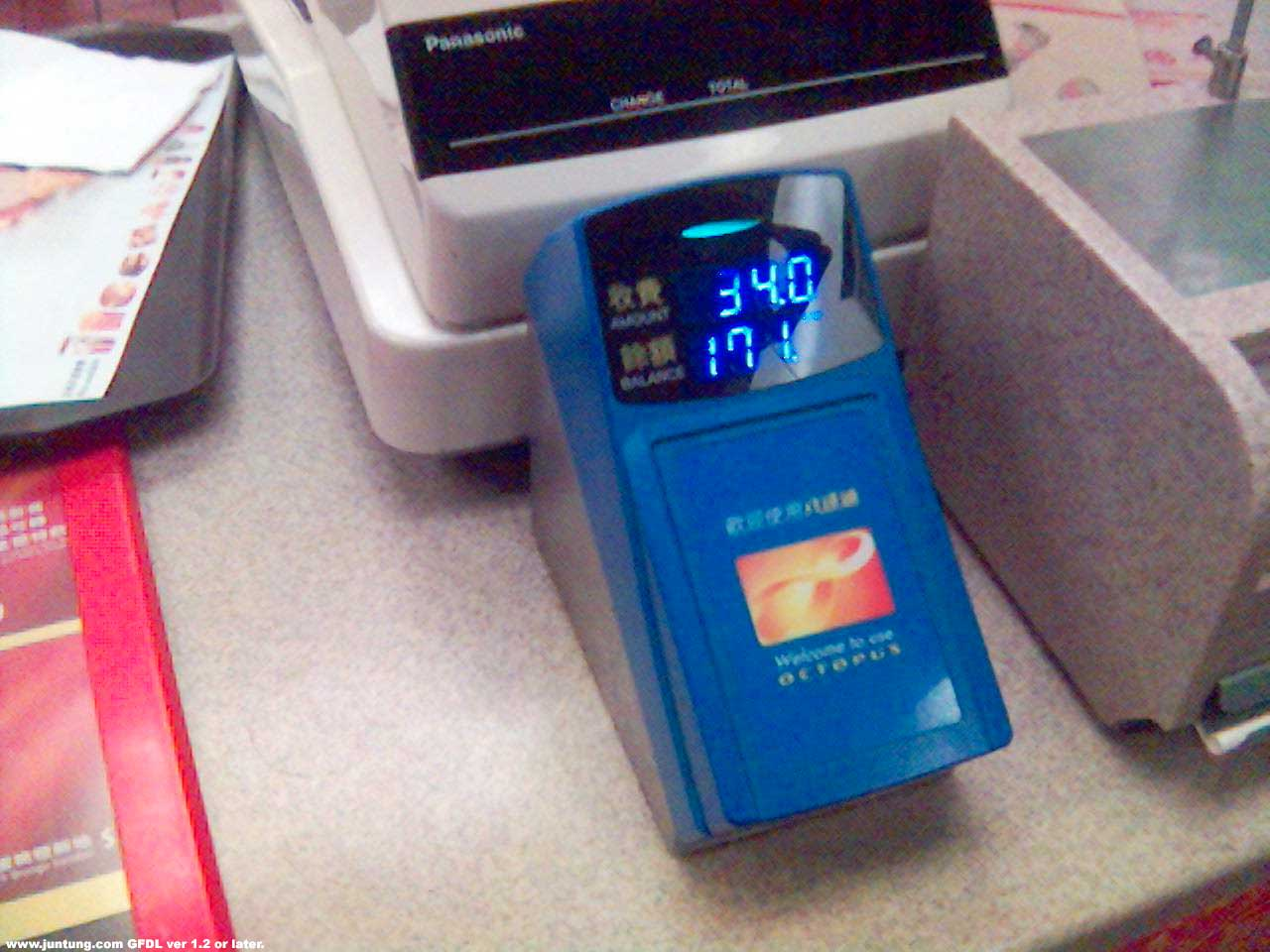
Считыватель карты Октопус в ресторане McDonald’s в Гонконге.

Октопус (англ. Octopus; кит. 八達通) — бесконтактная карта для электронных платежей в транспортной системе Гонконга и на многих объектах сферы обслуживания. Работает по RFID-стандарту FeliCa.
Была введена в обращение в сентябре 1997, как средство электронной оплаты в метрополитене, а затем и в другом общественном транспорте. В настоящее время используется не только в транспорте, но и в магазинах, ресторанах и кафе, вплоть до использования в качестве карт доступа в учреждения и школы.
Значительная интегрированность карты Октопус позволила ей стать одной из самых успешных систем электронных платежей в мире с 10 млн транзакций в день и более 19 млн используемых карт (что в два раза превышает население Гонконга).